# Ganar amigos
Ganar amigos es una comedia original de Juan Ruiz de Alarcón, escrita en 1617 y representada en octubre de 1621 ante la reina consorte Isabel de Borbón, esposa del recién entronizado Felipe IV. 
Se le conoce también con los nombres de Lo que mucho vale mucho cuesta y Quien priva aconseje bien. El argumento recae en torno a la justicia y el honor castellano de los tiempos del rey Pedro I el Cruel. Un hombre debe vengar la muerte de su hermano y la consiguiente deshonra de su familia, pero a la vez tiene que luchar contra sus sentimientos. Alarcón realiza en esta obra una apología de la amistad. sentimiento que, junto al amor correspondido y no correspondido, es componente importante de su obra dramática. Es el drama de una renuncia al amor para velar por la amistad, la sociedad y el reino; la redención del orden social mediante un pacto de amistad.

## Análisis
Destaca el tratamiento que el dramaturgo novohispano hace del tema de la hidalguía, código moral y de convicciones bastante aceptado en la época. Alarcón lo aborda con gustoso y apasionado interés. Al mismo tiempo ataca la ambición y la falta de escrúpulos que demuestran los hombres de la política, obsesionados con obtener poder y canonjías a cualquier costo. Al final de la historia, todos los personajes, incluso los villanos, conservan sus rasgos caractéristicos que no fueron violentados a lo largo de la trama.
Las mujeres del teatro alarconiano suelen ser personajes no muy profundos, menos complejos que los varones y llenas de simplicidad psicológica. Una de las pocas excepciones a esta regla es doña Ana de Ganar amigos, cuya grandeza trágica —adquirida a lo largo de la historia— le da cierto aire de heroína del teatro griego.
Ganar amigos revela un notable progreso en la técnica dramática de Alarcón. La trama se entreteje sin violencia, diseñando las características más importantes de los personajes. El dramaturgo, a fin de lograr una mayor consistencia y variedad, hace un mayor uso de los recursos escénicos y evita parlamentos largos carentes de sentido. Muchas veces la narración pasa a ser más un monólogo que un drama, pues el verso es limpio, directo, fluido, conciso y justo. Incluso, para dotar de elegancia a su pieza, Alarcón recurre a galas culteranas al estilo de Luis de Góngora.